# BitchX
BitchX is een IRC-programma voor Unix. Het bestond oorspronkelijk uit een aantal scripts voor het EPIC ircII-IRC-programma, die zijn uitgegroeid tot een stand-alone client. De huidige versie is 1.2. BitchX heeft gedeeltelijke ondersteuning voor UTF-8.
BitchX is oorspronkelijk een tekstgebaseerd programma, maar er is ook een grafische versie beschikbaar die gemaakt werd met GTK+.

## Afsluitberichten
BitchX staat vooral bekend om zijn aparte berichten wanneer men het programma afsluit. Een voorbeeld hiervan is:
- "Khaled uses BitchX. CTCP TROUT THIS, BITCH!"

Waarbij een referentie gemaakt wordt naar de maker van het concurrerende programma mIRC, Khaled Mardam-Bey. Andere berichten zijn te vinden in /etc/bitchx/BitchX.quit.